# Wilkins P. Horton
Wilkins Perryman Horton (* 1. September 1889 in Kansas City, Kansas; † 1. Februar 1950) war ein US-amerikanischer Politiker. Zwischen 1937 und 1941 war er Vizegouverneur des Bundesstaates North Carolina.

## Werdegang
Nach einem Jurastudium und seiner Zulassung als Rechtsanwalt begann Wilkins Horton in North Carolina in diesem Beruf zu arbeiten. Gleichzeitig schlug er als Mitglied der Demokratischen Partei eine politische Laufbahn ein. In den Jahren 1919, 1927, 1931 und 1935 saß er im Senat von North Carolina. Im Jahr 1930 war er als Sekretär Mitglied im Staatsvorstand seiner Partei.
1936 wurde Horton an der Seite von Clyde R. Hoey zum Vizegouverneur von North Carolina gewählt. Dieses Amt bekleidete er zwischen 1937 und 1941. Dabei war er Stellvertreter des Gouverneurs und Vorsitzender des Staatssenats. 1940 kandidierte er erfolglos in den Gouverneursvorwahlen seiner Partei. Im Juli 1948 nahm er als Delegierter an der Democratic National Convention in Philadelphia teil, auf der Präsident Harry S. Truman zur Wiederwahl nominiert wurde. Horton gehörte auch den Freimaurern an. Er starb am 1. Februar 1950.